# История Мордовии
Данная статья посвящена историческим событиям, происходившим на территории современной Республики Мордовия.

## Первобытное общество на территории мордовского края
Западная часть Среднего Поволжья была заселена в древнем каменном веке — палеолите. На территории Мордовии памятники этого времени пока не обнаружены.
Наиболее ранние поселения из найденных относятся к мезолиту — среднему каменному веку (9—6-е тыс. до н. э.). После отступления ледника, в бореальный климатический период, растительность и животный мир стали приближаться к современным.
В эпоху неолита, в новом каменном веке, продолжало существовать присваивающее хозяйство, основанное на охоте и рыболовстве. Появились гончарное производство, ткачество, новые приёмы в изготовлении каменных орудий. На территории Республики Мордовия памятники имеркской культуры найдены у сёл Волгапино, Нижний Усад, Широмасово, рабочего поселка Ширингуши, у озера Машкино.
В бронзовом веке произошёл переход к производящим отраслям хозяйства — скотоводству и земледелию. Получили распространение бронзовые орудия труда и оружие, колёсный транспорт. Появились признаки разложения первобытного общества. Материнско-родовая организация сменялась отцовско-родовой. Ландшафтно-климатические условия и изменения в хозяйственной деятельности способствовали передвижению племён. Курганы абашевской культуры второй-третьей четверти 2 тыс. до н. э. известны у сëл Старое Ардатово, Киржеманы.
Городище Ош пандо у села Сайнина Дубёнского района — первое изученное поселение балановской культуры, по мнению некоторых учёных, — фатьяновской культуры). Оно дало название одному из этапов периодизации этой культуры. Обнаружены фрагменты орнаментированных лепных сосудов, обломки каменных топоров, медный наконечник копья. Исследованы остатки наземных жилищ. Выделены также находки железного века: глиняные сосуды, грузила пирамидальной формы, пряслица, «рогатые кирпичи», железные и костяные наконечники стрел. Верхний слой Ош пандо оставлен племенами именьковской культуры.
В железном веке на территории современной Мордовии и соседних областей селились племена городецкой культуры, которая сформировалась на основе культур позднего бронзового века. Поселениями городецких племён являлись городища и селища. Погребальные памятники не известны. Городецкие племена являлись предками древней мордвы и рязанско-окских племён, отчасти — марийцев и муромы. На «перерастание» городецкой культуры в древнемордовскую оказали влияние внутренние и внешние факторы: социально-экономическое развитие, соседство других племён и т. п.

## Древнемордовская культура
Основные признаки древнемордовской культуры сложились в начале 1-го тыс. н. э. С этого времени можно говорить о древней мордве как сформировавшейся этнической общности. К наиболее раннему периоду формирования древнемордовской культуры относят Андреевский курган.
Согласно историческим и археологическим источникам, в районе Сурско-Волжского междуречья на протяжении II—IV веков н. э. формируется этническая общность праэрзя и прамокша. В середине VI века мордва была известна историку готов Иордану.
На основе топонимических сведений, в начале XX века Кузнецов С. К. заключает, что «в древнейший период своей истории мордва занимала огромное пространство, захватывающее нынешние губернии: часть Казанской, Нижегородскую, Пензенскую, часть Рязанской и Калужской, губернии Симбирскую, Тамбовскую и Саратовскую. Появление мордвы в самых низовьях, возле Астрахани, относится уже к позднейшему времени, а в пределах нынешних Уфимской и Оренбургской губерний она появилась в XVI и главным образом в XVII столетиях». Первоначальную родину мордвы нужно искать на правобережье средней Волги, в бассейнах правых притоков Оки и Суры. Мордва вытеснила отсюда финские племена, переселившиеся к северу.
Отдалённость древнемордовских племён в северных и южных частях этой обширной территории способствовала их постепенному обособлению. Население северного региона (главным образом в пределах современной Нижегородской области) стало основой формирования эрзи, южного (Верхнее Посурье, Верхнее и Среднее Примокшанье, среднее течение Цны) — мокши. Но эти особенности не мешали иностранцам воспринимать мордву как единый народ (Mordens), а её этническую территорию — как одну страну (Mordia — в византийских источниках, Мордовская земля — в русских летописях).
В V — начале XI веков северо-западную часть современной Мордовии, Теньгушевское Примокшанье, занимали рязанско-окские племена, родственные древней мордве (см. Шокшинский могильник). В Среднем Посурье, на территории современного Дубёнского района, в V—VII веках проживали пришлые племена именьковской культуры (городища и селища у с. Енгалычево, Морга (Мордовия), Николаевка и др.). Они имели тесные контакты с местным древнемордовским населением. На городище Ош Пандо обнаружены железные наральники, серпы и другие сельскохозяйственные орудия.
Мордва занималась пашенным земледелием, разведением домашних животных, охотой; были известны гончарство, бортничество, скорняжное дело, ткачество. Существовал торговый обмен с соседними племенами и народами: покупали украшения и ткани, продавали рабов, меха, мёд, воск и др.. Во 2-й половине 1-го тыс. появилось пашенное земледелие. Продолжали развиваться железная металлургия и металлообработка. Были известны такие технологические приёмы, как сварка железа и стали, цементация. О высоком мастерстве говорят многочисленные украшения из серебра и бронзы.
Археологические данные указывают, что мордва хоронила своих сородичей в круглых срезанных наверху курганах лицом к западу, скелеты или в вытянутом или в эмбриональном положении, в ногах — горшки с пеплом и угли, иногда кости жертвенных животных (см. Мордовский могильник у г. Касимова, Ширинушское городище, Лядинский и Томниковский могильники). Мордва испытывала набеги половцев, о чём свидетельствует большое число курганов, разбросанных на территории Тамбовской и Пензенской областей. Примером могут служить курганы по течению реки Пьяны, два из которых были раскопаны В. Г. Дружининым и дали кочевнические погребения с конём, ориентированные головой на восток. Эти курганы пo обряду погребения принадлежат половцам.

## Раннегосударственное объединение мордвы
Мордва была последним из финских племён, обозначенной Начальной летописью (XII век) на нижнем течении реки Оки. На юго-востоке с мордвой соседствовали «иранские обитатели южной России», на северо-западе лежали земли готов и литовцев, а на юго-западе — славян. Находки из Кельгининского могильника в селе Зарубкино свидетельствуют связях местного населения с Русью (шиферные пряслица, подвеска со знаком Рюриковичей) и Волжской Булгарией (керамика). 
В XII веке происходили столкновения русских княжеств с мордвой, но последние то воюют с русскими князьями Ярославом, а затем Юрием, то вступают с ними в союз. Объяснение в том, что эрзянский князь Пургас пытался сохранить свой город Обран ош, на месте которого теперь стоит Нижний Новгород, и рассчитывал на поддержку булгарского хана в борьбе с экспансией русских княжеств, в то время как мокшанский царь Пуреш являлся союзником князя Юрия и враждовал с Пургасом долгие годы. Русские не трогали земли союзника Пуреша и защищали их от Пургаса и булгар, которые не сумели обезопасить своего союзника.
В начале XIII века между Окой и Темниково-Водскими лесами по нижнему течению реки Мокши возникла Пургасова волость, где жили мордва и бежавшие от феодального гнёта русские крестьяне (Пургасова Русь). Согласно Лаврентьевской летописи, в 1229 году «месяца Априля придоша Мордва с Пургасом к Новугороду [Нижнему], и отбишася их Новгородци, и зажегше монастырь Св. Богородици и церковь, иже бе вне града, того же дни и отъехаша прочь, поимав свое избъеныя болшия. Того же лета победи Пургаса Пурешев сын с Половци, изби Мордву и всю Русь Пургасову, а Пургас едва вмале утече».

## Мордовская земля в период Золотой Орды
Политическое и экономическое развитие мордовского народа было прервано монгольско-татарским нашествием.
В середине XIII века Пургасова волость попала под татаро-монгольское иго. Войска Батыя вышли в 1236 году, но вторжение стало осуществляться только летом 1237 года. Монах Юлиан Венгерский, побывавший в конце лета 1237 года в мордовском крае, писал, что эрзянский князь «…с немногими людьми направился в весьма укреплённые места, чтобы защищаться, если хватит сил». 
В 1239 году Мордовская земля повторно подверглась опустошительному нашествию. Окончательно мордва была покорена в 1242 году. Письменные источники[какие?] того времени свидетельствуют, что монголо-татары, возвратившись из походов в Западную Европу, «пришли в землю Мордванов… и победили их войною».
В 1377 году эрзяне помогли ордынскому царевичу Арапше (Араб-шаху) неожиданно напасть на реке Пьяне на нижегородцев и войска московского князя Дмитрия Ивановича, тем самым способствовав их разгрому и разорению татарами Нижнего Новгорода. Вслед за этим эрзяне предприняли грабительский набег на окрестности Нижнего Новгорода, но на пути домой были разбиты городецким князем Борисом Константиновичем. Зимой 1377/1378 годов Борис с суздальской и московской помощью предпринял удачный ответный поход в земли мордвы (эрзян). В 1444 году объединённое войско рязанцев и мордвы разбило на реке Листань войско татарского царевича Мустафы. До середины XVI века мордва находилась под властью Казанского ханства, а с его падением в 1552 году вошла в состав Российского государства.

## Мордовская земля в составе сословно-представительной монархии
После 1552 года в крае введена система общероссийского воеводского управления, вобравшая в себя военные, административные и судебные функции. Допускалось участие в нём местной знати в качестве волостных сотников, пятидесятников. В отдельных случаях для управления мордвой назначались особые должностные лица: «мордовские головы», приказчики, деятельность которых сводилась в основном к сбору податей, раскладке повинностей и т. д. Оформлялись уезды, которые делились на станы и волости. Систематизация воеводского управления в мордовском крае произошла в ходе строительства засечных черт.
2-я половина XVII — XVIII веков характеризуется экономическим освоением Мордовской земли и включением её в политическую и социальную структуру русской сословно-представительной монархии.

## Мордовский край в условиях абсолютной монархии

### Реформы Петра I. Изменения в административном устройстве. Христианизация мордвы
В XVIII веке произошли значительные изменения в административном устройстве края, который был разделён между 3 губерниями, 5 провинциями и 6 уездами. Политическое развитие мордовского края в Петровскую эпоху проходило в русле общероссийских тенденций. Среди политических событий начала 18 в., затронувших мордовский край, — Большой Кубанский погром 1717 г., ставший последним набегом кочевников в регион. По материалам 3-й ревизии (1762—1766), население края составляло около 334 тыс. чел. На долю мордвы приходилось менее 25 %, русских — более 70 %, татар и представителей других народностей — около 5 %. Мордовский край был сельскохозяйственным регионом: 96 % всего населения — крестьяне.

### Эпоха дворцовых переворотов. Развитие промышленности
В эпоху Екатерины II дворяне упрочили своё положение в государственном аппарате. Добившись освобождения от обязательной службы в армии и усилив полицейские порядки в вотчинах, дворянство удовлетворило все свои требования: оно имело право продавать, менять, отдавать в солдаты крестьян, распоряжаться их имуществом, вмешиваться в их личную жизнь. Правительство Екатерины II пыталось снять социальную напряжённость. В этих целях была проведена секуляризация церковно-монастырских земель, созвана Уложенная комиссия. Мордовские крестьяне в своих наказах выдвигали требования о неприкосновенности их земель, равенстве всех перед законом. Но Екатерина II, использовав как предлог начало русско-турецкой войны, распустила Уложенную комиссию. Это придало дополнительный импульс к разгоранию широкомасштабной гражданской войны (см. Гражданская война 1773—1775 годов).

### Начало XIX в. Отечественная война 1812 г. Сельское хозяйство и промышленность
Территориальное освоение русским населением Поволжья в конце XVIII — 1-й половине XIX века привело к трансформации традиционного мордовского общества. Для этого периода характерны сравнительно высокие темпы прироста населения — в 2 раза. Эрзяне с мокшанами составляла четвёртую часть всего населения (204 160 человек), русских было 626 162, татар — 40 688 человек. Этнодемографическая ситуация в регионе обусловила распространение русского крестьянского уклада. Административная и судебная власть в крае полностью подчинялась российской правовой системе.

### Вторая половина XIX в. — начало XX в.
Во 2-й половине 19 в. продолжали складываться капиталистические отношения. Их развитие ускорили буржуазные реформы (см. Реформы 1860-1870 годов), прежде всего отмена крепостного права. «Положения о крестьянах, выходящих из крепостной зависимости» от 19 февраля 1861 г. дали личную свободу более чем 292 тыс. (39,4 %) крепостных, в том числе 9,9 тыс. эрзянских, мокшанских и 4,4 тыс. татарских крестьян. Однако в процессе наделения землёй бывшие крепостные крестьяне потеряли более 13,6 % дореформенных земель, а 13,0 % вышли на свободу с дарственными наделами, составлявшими в среднем 0,8 десятины на душу. Выкупленная земля обошлась в 3,6 раза дороже, чем стоила.

## Революции и социальные конфликты 1917 г
В уездах мордовского края о свержении монархии стало известно 1—2 марта 1917 г. Это событие было отмечено демонстрациями, митингами, общественными беспорядками, произошедшими в Саранске и других уездных городах и сопровождавшимися погромами и арестом представителей власти.
В марте началось формирование местных органов Временного правительства: созданы временные уездные исполнительные комитеты (4—8 марта) и назначены временные уездные комиссары (7—11 марта); упразднена полиция и образована милиция. Были созваны крестьянские и земские уездные съезды, на которых избирали постоянные исполнительные комитеты. Организация всесословных волостных земств затянулась до осени, их роль выполняли возникшие органы крестьянского самоуправления в виде крестьянских комитетов (март) и Советов (май — август), избранных на волостных и сельских сходах. Одновременно в уездах края создавались Советы рабочих, Советы солдатских (март — апрель) и Советы крестьянских (конец апреля — начало мая) депутатов; позднее произошло слияние в Советы рабочих, солдатских и крестьянских депутатов (апрель — июль). Возникли первые профессиональные союзы, фабрично-заводские комитеты. В формировании новых органов власти Временного правительства и Советов участвовали левые партии: эсеры и социал-демократы.
Сильные позиции эсеров и слабость большевиков привели к отсутствию ярко выраженного характера двоевластия в крае, имевшего ряд специфических черт и существовавшего с марта 1917 г. до марта 1918 г. Апрель — июль 1917 г. (см. Апрельский кризис 1917 г., Политический кризис лета 1917 г.) были отмечены ростом народного недовольства. Главным и объединяющим все восстания 1917 г. оставался вопрос о разделе помещичьих земель. К осени в связи с ухудшением снабжения городов, нерешённостью земельного вопроса в крае выросла социальная напряжённость, выразившаяся в массовых крестьянских восстаниях 1917 года.

## «Военный коммунизм» и Гражданская война (1918—1921 гг.)
Весной — летом 1918 г. на территории современной Мордовии, как и в целом по России, складывалась политика «военного коммунизма», включавшая ряд экономических, политических и социальных мероприятий. Была проведена ускоренная национализация промышленных предприятий (1918), включая нецензовое производство, созданы Советы народного хозяйства, введён запрет на частную торговлю, прямой товарооборот города с селом, конфискованы помещичьи имения и владения крупных собственников, на уравнительных началах проходил передел земли между крестьянами и т. д. В результате проведения аграрной политики в первые годы советской власти крестьянство получило около 210 тыс. десятин помещичьих, удельных, государственных земель. Власть создавала различные формы советского и коллективного землепользования — артели сельскохозяйственные, коммуны сельскохозяйственные, товарищества по совместной обработке земли, колхозы, совхозы. Однако опыт первых советских и коллективных хозяйств был неудачным, и обстановка в деревне продолжала ухудшаться; середняки, зажиточные крестьяне и кулаки относились к новым образованиям отрицательно, усиливался голод среди бедных слоёв населения, начавшийся ещё в годы Первой мировой войны.
5 мая 1918 года в Алатыре прошел районный съезд граждан мордовской национальности, на котором был поставлен вопрос о мордовской автономии, а также о том, чтобы «организовать мордовские отделы в тех уездах, где мордва составляет не менее 25 процентов населения».
В августе 1919 года в Саранске произошло выступление казаков под предводительством Ф. К. Миронова. Восставшие были недовольны задержкой в отправлении на фронт, а также поступками местных коммунистов. Вскоре восставшие овладели контролем над всем городом и, с лозунгом «Долой самодержавие комиссаров и бюрократию коммунистов!», покинули город, отправившись в сторону Дона.
В период Гражданской войны власти официально признают необходимость создания автономии для мордвы. В начале 1919 года в правительстве РСФСР одним из 18 национальных отделов по делам крупнейших национальностей был Мордовский отдел (утвержден постановлением Наркомнаца от 7 февраля 1919 года), который до 1921 года практически не добился никаких результатов.

## Мордовия в составе Советского государства

### Новая экономическая политика (1921 — 2-я половина 1920-х гг.)
В 1921 г. начался период новой экономической политики (НЭП), отдельные элементы которой наблюдались в мордовском крае уже в конце 1920 г. (отмена хлебной монополии в пределах некоторых административных единиц, переход мелкой промышленности в частные руки и т. д.). Начало мирного периода было обусловлено кризисом, охватившим политику, экономику, социальную сферу, финансы, транспорт и т. д. Но самым грозным предупреждением советской власти стало крестьянское восстание под руководством А. С. Антонова в 1920—1921 гг. Темниковский и Краснослободский уезды были объявлены на военном положении, созданы революционные комитеты. Тревожная ситуация создалась в Ардатовском, Карсунском, Саранском, Инсарском и Спасском уездах. В марте 1921 г. 10-й съезд РКП(б) принял решение о замене продразвёрстки продовольственным налогом и переходе от политики «военного коммунизма» к НЭПу. Началось восстановление экономики: сокращение беспосевных и малопосевных хозяйств, организация посевкомов, машинно-прокатных станций, снабжение населения семенами. Одновременно оказывалась помощь коллективным и советским хозяйствам. Допускалось развитие кустарной и мелкой промышленности в форме частных и кооперативных предприятий, управление которыми осуществлялось через местные СНХ, практиковавшие производственные задания для арендных организаций (в Саранском, Рузаевском, Инсарском уездах, где в 1922 г. из 29 цензовых промышленных предприятий были восстановлены и работали 12). Шло строительство Ладской ГЭС (по плану ГОЭЛРО). В социальной сфере принимались меры по ликвидации неграмотности, улучшению медицинского обслуживания населения и т. д. К лету 1921 года в РКП(б) состоял 1621 коммунист мордовской национальности.

### Создание мордовской национальной государственности
В социально-экономическом развитии края значительную роль сыграло оформление мордовской государственности. В 1928 г. был образован Мордовский округ, в 1930 г. — Мордовская автономная область, в 1934 г. — Мордовская Автономная Советская Социалистическая Республика.

### Формирование и развитие нового общественного строя (конец 1920-х гг. — 1930-е гг.)
Ещё в конце 1920-х гг. значительное развитие в крае получила кооперация (потребительская, сельскохозяйственная, кредитная и производственная). Крестьянское хозяйство Мордовского округа в 1929 г. было кооперативным на 52,2 %. Коллективизация началась в октябре 1929 году, осуществлялась в несколько этапов и завершилась к 1940 году. Она была связана с ликвидацией и массовой депортацией кулачества. По разным сведениям, на конец 1929 г. численность кулаков составляла в среднем от 1,96 (В. А. Юрчёнков) до 2,7 % (Н. Е. Адушкин), реально же было раскулачено соответственно 10,0 — 15,0 и 6,5 % (см. Раскулачивание). Количество выселенных семей весной 1930 году, по официальным сведениям, составило от 290 до 317, а к весне 1931 выросло до 631 (включая Наровчатский район). Тем не менее доля коллективизированных крестьян в 1930 году в Мордовии существенно снизилась:
- На 10 марта 1930 года коллективизированными были 49,7 % крестьян;
- На 1 апреля 1930 года коллективизированными были 14,7 % крестьян;
- На 20 апреля 1930 года коллективизированными были 8,3 % крестьян.

К 10 марта 1931 года для выселения собрали 739 семей. Однако отправили двумя эшелонами 20 марта 1931 года не всех — в одном эшелоне были 322 семьи (1583 человека), а во втором эшелоне были 309 семей (1738 человек). Погрузка прошла спокойно, почти все беглые отцы выселяемых семей присоединились к своим родственникам.
Часть раскулаченных быстро восстановили в правах. В 1930 году в Мордовии в правах восстановили 367 раскулаченных хозяйств.
В 30-е годы XX века население Мордовии, как и многие другие регионы, подверглось репрессиям. Были репрессированы многие деятели культуры, среди которых В. П. Рябов, А. П. Рябов и др. Многие из них были в дальнейшем признаны невиновными и реабилитированы посмертно.

### Мордовия в годы Великой Отечественной войны (1941—1945 гг.)
После нападения Германии на СССР в Мордовии началась мобилизация. Кроме этого некоторые люди сами шли записываться добровольцами. Так в первые 2 месяца более 6 тыс. добровольцев ушли на фронт, а за последующие 2,5 года — почти 8,5 тыс. человек.
В то же время Мордовия, являясь прифронтовой территорией, до середины октября 1943 года входила в состав Московского ВО. Около 100 тыс. жителей Мордовии было мобилизовано на строительство Сурского оборонительного рубежа.
Всего за период войны из Мордовии на фронт ушло около 240 тыс. человек.

### От аграрно-индустриальной к индустриально-аграрной экономике (1945—1965 гг.)
Война с нацистской Германией нанесла большой ущерб народному хозяйству страны. Тяжёлыми её последствия были и для Мордовии. Людские потери составили 131 тыс. чел. Самым уязвимым звеном оказалась деревня. Почти всё трудоспособное население было призвано на фронт. Остались женщины, старики и подростки.

### Период реформ (1985—1991)
Преобразования в РМ проходили в несколько этапов. Основная задача 1-го этапа перестройки (1985—1987) заключалась в создании новых форм управления. В Мордовии во 2-й половине 1980-х гг. сохранялась относительная стабильность индустриального развития, когда среднегодовой прирост объёма производства составлял 5,4 %. Прослеживалось увеличение темпов роста основных производственных фондов (в 1990 г. на 1,24 % по сравнению с 1985 г.), выпуска промышленной продукции (соответственно на 1,3 %). Но проявились и кризисные явления, особенно в сельском хозяйстве. Возникла необходимость насыщения республиканского потребительского рынка товарами и услугами. Поэтому уже в тот период планово-экономическую систему стали сочетать с элементами рыночной экономики. С 1987 г. складывалась новая, рыночная инфраструктура: кооперативы по производству товаров и услуг, посреднические фирмы, занимавшиеся скупкой и перепродажей продукции, частная торговля. Развитию предпринимательской деятельности в республике способствовали защищающий 10 % налог на прибыль, законы РФ «О государственном объединении» (1987), «О кооперации» (1988), «О государственной поддержке малого предпринимательства».

## Мордовия в составе Российской Федерации
В 1991 г. был взят курс на возрождение российской государственности, что явилось началом государственно-правовой реформы. 17 марта 1991 г. состоялся общесоюзный референдум о сохранении Союза ССР и РСФСР, введении поста Президента РСФСР. В Мордовии в голосовании участвовало 84,3 % граждан. За сохранение обновлённого Союза ССР высказалось более 80 %, введение поста Президента РСФСР — около 70 % участников референдума. Верховный Совет республики тоже учредил должность президента; МССР была преобразована в РМ. В декабре 1991 г. на пост Президента Мордовии был избран В. Д. Гуслянников. В 1993 году Верховный Совет республики упразднил эту должность. В 1994 г. были приняты законы РМ «О выборах депутатов Государственного Собрания», «О выборах депутатов представительных органов местного самоуправления Республики Мордовия» и «О выборах главы местного самоуправления». В ноябре 1995 г. состоялись выборы депутатов в представительные органы государственной власти и местного самоуправления, в результате которых были сформированы Государственное Собрание РМ, городские, районные, сельские, поселковые Советы. В январе 1995 г. Председателем Государственного Собрания РМ стал Н. И. Меркушкин, 22 сентября 1995 г. на Конституционном Собрании РМ, а затем на всенародных выборах в феврале 1998 г. он был избран Главой Республики Мордовия.